# Trenton (Nebraska)
Trenton es una villa ubicada en el condado de Hitchcock en el estado estadounidense de Nebraska. En el Censo de 2010 tenía una población de 560 habitantes y una densidad poblacional de 374,08 personas por km².

## Geografía
Trenton se encuentra ubicada en las coordenadas 40°10′29″N 101°0′49″O / 40.17472, -101.01361. Según la Oficina del Censo de los Estados Unidos, Trenton tiene una superficie total de 1.5 km², de la cual 1.5 km² corresponden a tierra firme y (0%) 0 km² es agua.

## Demografía
Según el censo de 2010, había 560 personas residiendo en Trenton. La densidad de población era de 374,08 hab./km². De los 560 habitantes, Trenton estaba compuesto por el 98.39% blancos, el 0.36% eran afroamericanos, el 0.54% eran amerindios, el 0% eran asiáticos, el 0% eran isleños del Pacífico, el 0.36% eran de otras razas y el 0.36% pertenecían a dos o más razas. Del total de la población el 1.61% eran hispanos o latinos de cualquier raza.